# Kleingewerbe
Ein Kleingewerbe ist ein Unternehmen, das „nach Art oder Umfang einen in kaufmännischer Weise eingerichteten Geschäftsbetrieb nicht erfordert“ (§ 1 Abs. 2 Handelsgesetzbuch).
Nur natürliche Personen und Gesellschaften bürgerlichen Rechts (GbRs) können Kleingewerbetreibende (KGT) sein; andere Gesellschaften, die ein Gewerbe betreiben, sind immer Kaufmann im Sinne von § 6 HGB. Kleingewerbetreibende unterliegen nicht den HGB-Vorschriften, sondern für sie gelten die allgemeinen Regelungen des Bürgerlichen Gesetzbuches (BGB) sowie die Steuervorschriften. Zudem werden Kleingewerbe nicht ins Handelsregister eingetragen.

## Abgrenzung „Kleingewerbe“ von anderen Formen gewerblicher Betätigung
„Kleingewerbe“ ist etabliert als Begriff für ein Gewerbe, das nicht kaufmännisch geführt werden muss und auch nicht freiwillig („Kannkaufmann“) als solches geführt wird. Der Begriff ist zu unterscheiden von dem des Kleinunternehmers nach § 19 UStG, bei dem der Umsatz von 25.000 € (bis 2024: 22.000 €, bis 2019: 17.500 €) nicht überschritten wird. Wieder etwas anderes ist der Nebenerwerb (was der Gewerbetreibende selbst einschätzt und im Gewerbeanmeldeformular im Feld 19 angibt): die üblichen Kleingewerbetreibenden (z. B. Krämer, Eckkneipenwirte …) pflegen von ihrem Beruf zu leben.

## Anmeldung
Kleingewerbetreibende müssen ihre Tätigkeit vor Aufnahme gemäß § 14 GewO beim zuständigen Gewerbe‑ bzw. Ordnungsamt anmelden. Die formale Gewerbeanmeldung dauert in der Praxis meist nur wenige Minuten; die Gebühren variieren je nach Gemeinde zwischen etwa 10 € und 40 €. Nach erfolgreicher Registrierung stellt die Behörde einen unbefristet gültigen Gewerbeschein (oft auch „Gewerbeanmeldung“ genannt) aus. Er dient als offizieller Nachweis der gewerblichen Tätigkeit gegenüber dem Finanzamt, Banken oder Auftraggebern.

## Buchführung, Steuer
Der Kleingewerbetreibende wird zwar als Unternehmer, aber nicht als Kaufmann betrachtet, weswegen viele Vorschriften des HGB auf ihn nicht anwendbar sind. So ist er zumindest handelsrechtlich nicht dazu verpflichtet, Bücher zu führen, und kann seinen Gewinn daher meist per Einnahmenüberschussrechnung (EÜR) ermitteln. Eine Pflicht zur Buchführung kann sich allerdings aus steuerrechtlichen Vorschriften ergeben; siehe § 141 Abgabenordnung (AO).
Des Weiteren kann er bei der Umsatzsteuer die Ist-Versteuerung wählen, wodurch die Fälligkeit der Umsatzsteuer auf den Voranmeldungszeitraum des Zahlungseingangs hinausgeschoben wird. Dies ist von Vorteil hinsichtlich der Liquidität, insbesondere bei säumigen Kunden, da der an das Finanzamt abzuführende Umsatzsteueranteil vom Unternehmer nicht bis zum tatsächlichen Zahlungseingang vorfinanziert werden muss.

## Name der Unternehmung
Im Geschäftsverkehr treten Kleingewerbetreibende in der Regel mit ihrem Nachnamen und mindestens einem ausgeschriebenen Vornamen auf; Hinweise auf die Tätigkeit oder die Branche sind zulässig, z. B. „Eisenhandel Werner Schmitt“.
Zudem ist es im Zuge einer Unternehmensnachfolge möglich, eine bereits bestehende Unternehmensbezeichnung fortzuführen. In diesem Fall muss allerdings ein Hinweis auf den aktuellen Betreiber angefügt werden, hier beispielsweise: „Eisenhandel Werner Schmitt, Inh. Walter Hansel“.
Diese Namensregelungen ergaben sich früher unmittelbar aus § 15b Gewerbeordnung (GewO); dieser wurde jedoch im März 2009 ersatzlos gestrichen, so dass es sich heute nur noch um Empfehlungen handelt, deren Befolgung aus weiteren rechtlichen Erwägungen jedoch nach wie vor sinnvoll ist.